# John Linson

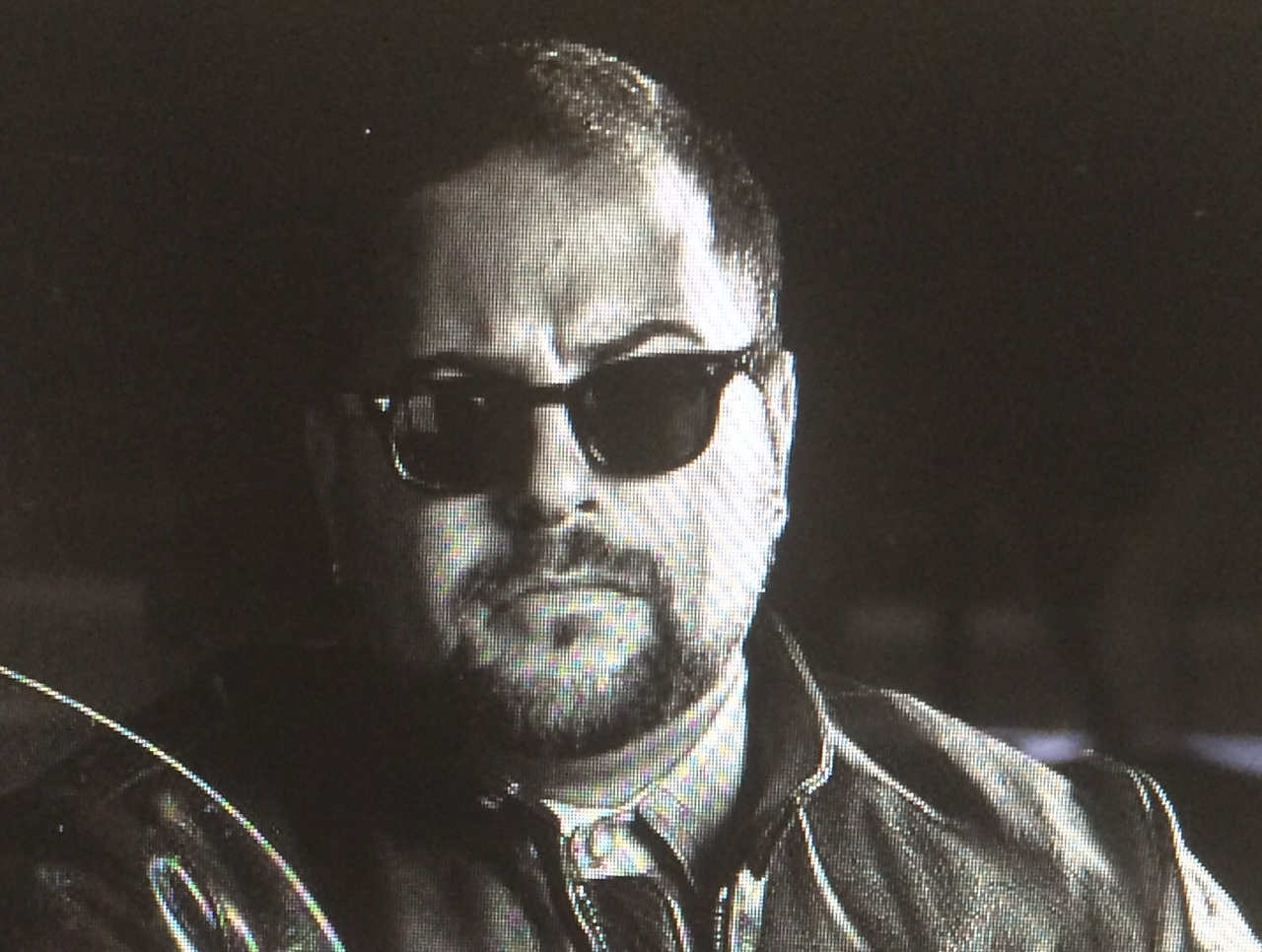
John Linson

John Linson é um produtor cinematográfico e produtor de televisão norte-americano, fundador da Linson Entertainment. Ele é conhecido por produzir filmes como Grandes Esperanças, Os Reis de Dogtown, The Runaways e as séries de televisão Sons of Anarchy e Yellowstone.

## Vida pessoal
Linson nasceu em Los Angeles, Califórnia. Seu pai é o produtor de cinema Art Linson. Ele é piloto privado licenciado e entusiasta de motocicletas de longa data.

## Filmografia
Ele foi o produtor de todos os filmes, a menos que indicado de outra forma.

### Filmes
| Ano  | Filme              | Créditos    | Ref.  |
| ---- | ------------------ | ----------- | ----- |
| 1998 | Grandes Esperanças | Co-produtor |       |
| 2000 | Sunset Strip       |             |       |
| 2005 | Os Reis de Dogtown |             |       |
| 2010 | The Runaways       |             |       |
| 2016 | The Comedian       |             |       |
| 2018 | The Outsider       |             | [ 4 ] |

Equipe variada
| Ano  | Filme             | Papel                      |
| ---- | ----------------- | -------------------------- |
| 1989 | Casualties of War | Assistente de produção     |
| 1989 | We're No Angels   | Assistente: Fred C. Caruso |

Como ator
| Ano  | Filme    | Papel             | Notas         |
| ---- | -------- | ----------------- | ------------- |
| 1976 | Car Wash | Filho do pai tolo | Não creditado |

### Televisão
| Ano     | Título          | Créditos           | Notas                | Ref.  |
| ------- | --------------- | ------------------ | -------------------- | ----- |
| 2012    | Outlaw Country  | Produtor executivo | Filme para televisão | [ 5 ] |
| 2008–14 | Sons of Anarchy | Produtor executivo |                      |       |
| 2014    | The Money       | Produtor executivo | Filme para televisão | [ 6 ] |
| 2018–20 | Yellowstone     | Produtor executivo |                      |       |

Como roteirista
| Ano     | Título      |
| ------- | ----------- |
| 2018–20 | Yellowstone |